# Platforma Cândești
Platforma Cândești, cunoscută sub nomenclatura de Podișul Cândești, este o unitate de reflief în cadrul podișului Getic. Este localizată între Dâmbovița, la est, dincolo de care se întind Subcarpații de Curbură și Argeșel la vest. Altitudinile scad de la nord la sud.